# 山瀬春政
山瀬 春政（やませ はるまさ、生没年不詳）は、江戸時代中期の本草学者、薬種商。通称を梶取屋治右衛門といい、如水軒と号した。

## 経歴・人物
紀州藩領紀伊梶取村に生まれる。本草学を稲生若水に学ぶ。宝暦10年（1760年）に日本で最初の鯨の専門書『鯨志』を刊行した。同書は南紀州の太地、古座などで実見したセミクジラ、ナガスクジラ、ザトウクジラ、コククジラ、マッコウクジラなど14種を、自己の実見から得た材料によって図示し、専門的な解説を加えたものである。岡研介の『紀州産鯨について』は本書を忠実にオランダ語に訳したもので、シーボルトの日本のクジラに関する知見に役立っただけでなく、シーボルトの著書『日本動物誌』の海獣部を担当したシュレーゲルによっても参考とされた。